# Історія Підгайців (хронологія)
Підгайці — одне з найдавніших міст на Тернопільщині, нині районний центр.

## Литовсько-польський період
- 1436 — перша достовірна писемна згадка про село Підгайці (тоді містилися на території села Старе Місто), власницею якого була «Ельжбєта з Підгаєць» (Ельжбєта з Княгиничів, дружина Міхала Бучацького
- 1463 — перенесення Підгайців на нове місце, будівництво замку і костьолу
- 1469 — надання містові магдебурзького права
- 1498 — зруйнування Підгайців молдаванами
- 1509 — місто взяли війська молдавського господаря Богдана ІІІ Сліпого
- 19 липня 1539 — містові надано (очевидно, повторно після відновлення міста) магдебурзьке право
- 1552 — перша згадка про євреїв як платників податків
- 1554 — перша згадка про герб міста
- 1578 — у Підгайцях налічували 133 будинки
- 1612, 1615, 1617, 1620–1621, 1633 — татарські набіги
- 1617 — під час відсутності в замку власниці міста Зофії Замєховської-Ґольської-Лянцкоронської (поїхала на Трибунал до Любліна) його здобули Чурили (подібно, як у 1614 р. здобув замок в Бучачі Іван-Юрій Радзивілл)[1]
- 1618 — облога підгаєцького замку військом Стефана Потоцького у справі пропажі фамільного скарбу його дружини Марії Могилянки; оборону очолювала Зофія Замєховська-Ґольська-Лянцкоронська
- Початок XVII ст.  (можливо, кінець XVI ) — спорудження підгаєцької синагоги
- 1632 — Підгайці вже мають міські мури
- 1634 — Зофія Замєховська — заклала новий костьол
- 1641–1667 — новий дідич Станіслав Ревера Потоцький відбудував і укріпив місто і замок
- 1650~1653 — зведено Успенську церкву на кошти однієї зі сестер Могил — Марії або Анни
- 1655 — місто здобуло російсько-козацьке військо
- 1663 — польський король Ян II Казимир кілька днів гостював у замку
- 4—19 жовтня 1667 — битва польного гетьмана Речі Посполитої Яна Собєського з об'єднаним військом Крим-Ґірея і Петра Дорошенка (Битва під Підгайцями). Підписання в місцевому костелі Св. Трійці договору, відомого в Історії України як Підгаєцька угода або Підгаєцькі статті
- 1668 серпень або вересень — конфлікт підгаєцького православного декана Теодора Ловецького з львівським єпископом Йосифом Шумлянським
- 19 лютого 1672 — Підгайці відвідав Ульріх фон Вердум
- 9—11 вересня 1675 — турки дощенту зруйнували місто і замок
- 1677 — внаслідок спустошення місто на 12 років звільнили від податків
- 8—9 вересня 1698 — остання в історії міста і Речі Посполитої битва з татарами

## Австрійський період
- 1772 — Підгайці увійшли до складу Священної Римської імперії німецької нації;
- 1783 — втрата статусу міста (статус містечка);
- 1789 — засновано тривіальну (3-класну) школу;
- 1817—1831 — збудовано державний мурований гостинець із Бережан до Монастириськ і Бучача;
- 8 червня 1820 — декрет кайзера Франца про право міста на 11 щорічних ярмарків;
- 1820 — у місті 3805 мешканців;
- 1859 — великомасштабна пожежа в місті;
- 1863 — збудовано літній будиночок для Марцеліни Чарторийської, власниці міста;
- 1866 — відкрито телеграфну станцію;
- 1867 — Підгайці стали повітовим центром;
- 1869 — застосовують розгалужену поштову мережу;
- 1873 — виникло українське ремісниче товариство «Поміч» слідом за подібним у Львові «Побратимом» (1872), яке заснував підгайчанин М. Желехінський;
- 1875 — з'явилась пожежна служба;
- 1876 — збільшення повітового шпиталю на 60 ліжок (закладений 1874 р.);
- 1878 — магістрат прийняв Регламент ради ґмінної (бургомістр Ізидор Крамарчук (†1902 р.);
- 1886 — зведено нову міську ратушу (бургомістр Міхал Боровський (†1895 р.);
- 26 травня 1889 — пожежа знищила три чверті міста, французький меценат-єврей барон Прій відвідав місто і подарував 50 тис. франків 750 родинам, незважаючи на національність;
- 1890 р. староста Підгайців відмовив члену Крайової управи Галицького сейму  українцю — доктору Дем'яну Савчаку надати зал для зустрічі з виборцями, справу полагодив намісник Казимир Бадені (вибачився, скасував заборону).[2]
- 1892 — у Підгайцях виникла «Просвіта»;
- 1893 — відкрито читальню «Просвіти»;
- 1895 — у США вихідці з Підгайців створили єврейське товариство «Мишат Беньямін» («Подарунок Веніаміна»);
- 1896 — у Станіславові вийшла книжка М. Нєдзвєцкі «Підгаєцький повіт під кутом зору статистики, історії та етнографії»;
- 1897 — відкрито пам'ятник Адамові Міцкевичу з нагоди 100-річчя від дня його народження;
- 1900 — у місті 600 будинків і 5646 мешканців;
- 1905 — відкрито загальну єврейську школу «Тальмуд Тора»;
- 1906 — масові селянські заворушення на Підгаєччині, зокрема у Мужилові поблизу Підгайців;
- 29 жовтня 1909 — відкрито залізницю Підгайці — Львів;

## Перша світова війна і Українська революція
- 1915 — виник військовий цвинтар;
- 1917 — після повторного відступу російські війська знищили місто (згоріло понад 200 будинків);
- 1915—1918 епідемії холери, тифу, віспи забрали понад 10 % населення міста;
- 3 листопада 1918 — мітинг у Підгайцях із пагоди проголошення ЗУНРу;
- 19 листопада 1918 — Підгаєцька Сотня УСС відбула до Львова;
- 1920 — Галревком у Підгайцях;

## Міжвоєнний період
- 1923 — повітовий з'їзд «Просвіти» у Старому Місті;
- 1930—1931 — пацифікація, закрито «Сокіл» і «Пласт»;
- 1934 — відкрито Український Народний Дім;
- 17 вересня 1939 — радянські «визволителі» в Підгайцях;
- 11 травня 1941 — «Кривава неділя» в Підгайцях;

## Друга світова війна
- 4 липня 1941 — Підгайці окупували німці;
- 13 липня 1941 — мітинг у Підгайцях із нагоди проголошення незалежності України;
- липень 1941 — у Підгайцях створено «юденрат» і гетто;
- 1942—1943 — масові страти євреїв;
- березень 1944 — перший наступ ЧА;
- липень 1944 — вермахт остаточно покинув місто і знищив залізницю;
- 1945 — євреї покинули місто, а поляків переселили до Польщі;

## Радянський період
- 1946 — відкрито повітряну лінію Тернопіль—Підгайці;
- 1956 — відкрито Підгаєцький харчокомбінат;
- 13 червня 1957 — найсильніша злива за всю історію України (за 12 годин випало 276 мм опадів);
- 30 грудня 1962 — ліквідовано Підгаєцький район;
- 1967 — вироби підгаєцьких майстрів-різьбярів демонстрували на виставці «Експо-67» у Монреалі;
- 1970-ті — реконструкція парку в центрі міста;
- 13 травня 1990 — відкрито пам'ятний хрест жертвам «Кривавої неділі»;
- 20 травня 1990 — відкрито пам'ятник Тарасові Шевченку;
- 6 червня 1991 — Верховна Рада України проголосувала за відновлення Підгаєцького району;

## Період Відновлення Української Незалежності
- 1994 — на Підгаєччину провели газ;
- 1995 — місто святкувало 550 років, освячено місце під церкву Всіх Святих Українського Народу (церкву відкрито 28 червня 2004);
- 28 серпня 2002 — після багатолітньої перерви у Підгайцях вперше святкували День міста.
- 2003 — Підгайці увійшли до Спілки з розвитку туризму та ремесел малих історичних міст «Золоте перевесло».